# Zyprischer Fußballpokal 1994/95
Der Zyprische Fußballpokal 1994/95 war die 53. Austragung des zyprischen Pokalwettbewerbs. Er wurde vom zyprischen Fußballverband ausgetragen. Das Finale fand am 27. Mai 1995 im Tsirion-Stadion von Limassol statt.
Pokalsieger wurde APOEL Nikosia. Das Team setzte sich im Finale gegen Apollon Limassol durch. APOEL qualifizierte sich durch den Sieg für den Europapokal der Pokalsieger 1995/96.

## Modus
Die Begegnungen der Vorrunde und der 1. Runde wurden in einem Spiel ausgetragen. Bei unentschiedenem Ausgang wurde das Spiel um zweimal 15 Minuten verlängert. Stand danach kein Sieger fest, folgte ein Wiederholungsspiel auf des Gegners Platz. Endete auch dies unentschieden, gab es eine Verlängerung und gegebenenfalls ein Elfmeterschießen.
Von der 2. Runde bis zum Halbfinale wurden alle Begegnungen in Hin- und Rückspiel ausgetragen. Bei Torgleichheit entschied zunächst die Anzahl der auswärts erzielten Tore, danach eine Verlängerung und schließlich das Elfmeterschießen.

## Teilnehmer
| First Division (12) | Second Division (11) | Third Division (14) | Fourth Division (15) |
| --- | --- | --- | --- |
| - AEK Larnaka - AEL Limassol - Anorthosis Famagusta - APOEL Nikosia - Apollon Limassol - Aris Limassol - Enosis Neon Paralimni - Ethnikos Achnas - Nea Salamis Famagusta - Olympiakos Nikosia - Omonia Aradippou - Omonia Nikosia | - AEZ Zakakiou - Akritas Chlorakas - Alki Larnaka - Anagennisi Deryneia - APOP Paphos - APEP Pitsilia - Doxa Katokopia - Evagoras Paphos - Onisilos Sotira - Othellos Athienou - PAEEK Kyrenia | - Achyronas Liopetriou - AEK Katholiki - AO Agia Napa - APEP Palendriou - Chalkanoras Idaliou - Digenis Akritas Morphou - Digenis Akritas Ypsona - Elia Lythrodonta - Ermis Aradippou - Ethnikos Assia - Ethnikos Latsion - Fotiakos Frenarou - Orfeas Nikosia - Tsaggaris Peledriou | - Adonis Idaliou - Achilleas Agios Theraponta - AEK Kakopetrias - AEK Kythreas - Anagennisi Germasogeias - APEY Ypsona - Apollon Lympion - Digenis Oroklinis - Enosis Neon THOI Lakatamia - Ethnikos Defteras - Iraklis Gerolakkou - Kinyras Empas - Livadiakos Livadion - Rotsidis Mammari - Poseidonas Giolou |

## Vorrunde
In dieser Runde traten alle 11 Teams der Second Division, alle 14 Teams der Third Division und 15 Teams der Fourth Division an.
|                            | Ergebnis  |                            |
| -------------------------- | --------- | -------------------------- |
| Achilleas Agios Theraponta | 2:1       | Ermis Aradippou            |
| Adonis Idaliou             | 1:4       | Ethnikos Assia             |
| AEK Kakopetrias            | 4:0       | APEY Ypsona                |
| AEK Kythreas               | 0:2       | Alki Larnaka               |
| AEZ Zakakiou               | 2:2 n. V. | APEP Pitsilia              |
| Akritas Chlorakas          | 0:4       | Evagoras Paphos            |
| Anagennisi Deryneia        | 4:2       | AO Agia Napa               |
| Anagennisi Germasogeias    | 4:0       | Elia Lythrodonta           |
| Digenis Akritas Ypsona     | 2:0       | AEK Katholiki              |
| Digenis Akritas Morphou    | 4:1       | Apollon Lympion            |
| Ethnikos Defteras          | 2:3       | Chalkanoras Idaliou        |
| Ethnikos Latsion           | 3:1       | Fotiakos Frenarou          |
| Iraklis Gerolakkou         | 0:1       | Poseidonas Giolou          |
| Kinyras Empas              | 3:0       | APOP Paphos                |
| Onisilos Sotira            | 5:3       | Digenis Oroklinis          |
| Orfeas Nikosia             | 2:0       | Livadiakos Livadion        |
| Othellos Athienou          | 3:2       | Enosis Neon THOI Lakatamia |
| PAEEK Kyrenia              | 2:0       | Achyronas Liopetriou       |
| Rotsidis Mammari           | 3:1       | APEP Palendriou            |
| Tsaggaris Peledriou        | 0:2       | Doxa Katokopia             |

### Wiederholungsspiel
|               | Ergebnis |              |
| ------------- | -------- | ------------ |
| APEP Pitsilia | 2:1      | AEZ Zakakiou |

## 1. Runde
Alle 14 Vereine der First Division stiegen in dieser Runde ein. Diese Teams wurden nicht gegeneinander gelost.
|                            | Ergebnis |                        |
| -------------------------- | -------- | ---------------------- |
| Achilleas Agios Theraponta | 2:1      | Nea Salamis Famagusta  |
| AEK Larnaka                | 4:0      | Doxa Katokopia         |
| AEL Limassol               | 10:20    | Digenis Akritas Ypsona |
| Anagennisi Germasogeias    | 1:2      | PAEEK Kyrenia          |
| Anorthosis Famagusta       | 3:0      | Chalkanoras Idaliou    |
| APEP Pitsilia              | 5:1      | Ethnikos Assia         |
| APOEL Nikosia              | 3:2      | Kinyras Empas          |
| Apollon Limassol           | 3:0      | Rotsidis Mammari       |
| Digenis Akritas Morphou    | 1:2      | Enosis Neon Paralimni  |
| Ethnikos Achnas            | 1:0      | Ethnikos Latsion       |
| Olympiakos Nikosia         | 3:1      | Orfeas Nikosia         |
| Omonia Aradippou           | 10:00    | AEK Kakopetrias        |
| Omonia Nikosia             | 7:0      | Anagennisi Deryneia    |
| Onisilos Sotira            | 0:5      | Alki Larnaka           |
| Othellos Athienou          | 0:3      | Aris Limassol          |
| Poseidonas Giolou          | 0:1      | Evagoras Paphos        |

## 2. Runde
|                 | Gesamt |                            | Hinspiel | Rückspiel |
| --------------- | ------ | -------------------------- | -------- | --------- |
| AEK Larnaka     | 2:8    | Omonia Nikosia             | 1:3      | 1:5       |
| AEL Limassol    | 8:3    | Aris Limassol              | 2:1      | 6:2       |
| Alki Larnaka    | 0:7    | Apollon Limassol           | 0:3      | 0:4       |
| APOEL Nikosia   | 12:10  | Achilleas Agios Theraponta | 11:00    | 1:1       |
| APEP Pitsilia   | 01:13  | Anorthosis Famagusta       | 1:5      | 0:8       |
| Ethnikos Achnas | 2:4    | Olympiakos Nikosia         | 1:2      | 1:2       |
| Evagoras Paphos | 3:4    | Omonia Aradippou           | 1:1      | 2:3       |
| PAEEK Kyrenia   | 1:8    | Enosis Neon Paralimni      | 1:6      | 0:2       |

## Viertelfinale
|                       | Gesamt |                    | Hinspiel | Rückspiel |
| --------------------- | ------ | ------------------ | -------- | --------- |
| AEL Limassol          | 1:3    | APOEL Nikosia      | 0:1      | 1:2       |
| Anorthosis Famagusta  | 0:4    | Apollon Limassol   | 0:0      | 0:4       |
| Enosis Neon Paralimni | 5:3    | Olympiakos Nikosia | 3:0      | 2:3       |
| Omonia Nikosia        | 4:1    | Omonia Aradippou   | 0:0      | 4:1       |

## Halbfinale
|                  | Gesamt |                       | Hinspiel | Rückspiel |
| ---------------- | ------ | --------------------- | -------- | --------- |
| Apollon Limassol | 2:1    | Enosis Neon Paralimni | 2:1      | 0:0       |
| Omonia Nikosia   | 1:3    | APOEL Nikosia         | 0:2      | 1:1       |

## Finale
| Paarung          | APOEL Nikosia – Apollon Limassol |
| Ergebnis         | 4:2 (2:1) |
| Datum            | 27. Mai 1995 |
| Stadion          | Tsirion-Stadion, Limassol |
| Zuschauer        | 16.000 |
| Tore             | 0:1 Milenko Špoljarić (6., Elfmeter) 1:1 Pambos Pittas (26., Eigentor) 2:1 Alexandros Alexandrou (35.) 2:2 Pambos Pittas (52.) 3:2 Andreas Sotiriou (70.) 4:2 Alexandros Alexandrou (73.)                                                                           |
| APOEL Nikosia    | Andros Petridis – Costa Costas, Xenios Aristotelous, Mosta Momčilović, Aristos Aristokleous, Alexandros Alexandrou, Antonis Antoniou, Loukas Vhatziloukas, (56. Dušan Ljubišić), Costas Fasouliotis, (70. Christo Pounas) – Andreas Sotiriou, Giannos Ioannou       |
| Apollon Limassol | Michalis Christofi – Michalis Tsouras, Pambos Pittas, Andreas Sofokleous (46. Christos Germanos), Stelios Sophokleous – Marios Charalambous (74. Costa Loizou), Giannakis Giagoudakis, Milenko Špoljarić, Georgios Iosifidis – Slađan Šćepović, Slobodan Krčmarević |